# День работников статистики (Украина)
«День работников статистики» (укр. День працівників статистики) — национальный профессиональный праздник, работников статистики, который отмечается на Украине каждый год, 5 декабря.
«День работников статистики Украины» получил статус официального государственного профессионального праздника сравнительно недавно, в начале третьего тысячелетия. 2 декабря 2002 года в столице украинской республики городе-герое Киеве, второй президент Украины Леонид Данилович Кучма подписал Указ N 1120/2002 «О дне работников статистики Украины», который предписывал отмечать эту дату ежегодно 5 декабря. В указе главы государства Леонида Кучмы в частности говорилось, что новый профессиональный праздник в стране вводится «в поддержку инициативы Государственного комитета статистики Украины и учитывая значительный вклад работников этой отрасли в развитие экономики государства».
Таким образом можно сказать, что введение этого праздника есть дань уважения со стороны украинской власти всем работникам статистики республики за их нелёгкий и ответственный труд. Это подтверждают слова Леонида Кучмы сказанные им через три дня после подписания указа «О дне работников статистики»:

«Без статистики мы не знали бы реального состояния дел в государстве и обществе. Именно поэтому дальнейшее развитие страны невозможно без отечественной статистики, которая за годы независимой Украины стала неотъемлемой частью общегосударственной информационной системы. В этом году День работника статистики в нашей стране отмечается впервые. Его учреждение считаю высокой оценкой вашей работы»

Дата для проведения этого дня была выбрана не случайно и связана с началом проведения в 2001 году первой Всеукраинской переписи населения, наиболее масштабной статистической работы проведённой работниками украинской статистики.
«День работников статистики Украины» не является на Украине нерабочим днём, если, в зависимости от года, он не попадает на выходной.